# Keira Knightley

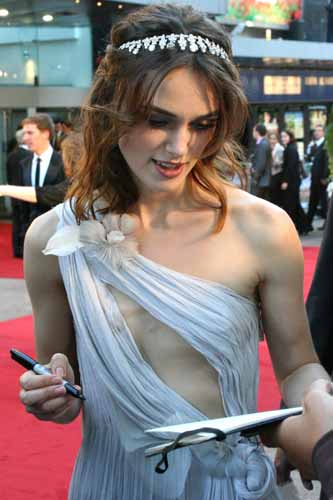
Keira Knightley 2007.

Keira Christina Knightley, född 26 mars 1985 i Teddington i Borough of Richmond i London, är en brittisk skådespelare. 
Knightleys genombrott kom när hon år 2002 medverkade i filmen Skruva den som Beckham, men hon har även spelat några roller som yngre.
1999 spelade hon livvakt till Natalie Portmans rollfigur Padmé Amidala i filmen Star Wars: Episod I – Det mörka hotet. 
2003 spelade Knightley en av rollerna mot Johnny Depp och Orlando Bloom i filmen Pirates of the Caribbean: Svarta Pärlans förbannelse, en roll som hon spelade igen i de båda uppföljarna (Pirates of the Caribbean: Död mans kista 2006 och Pirates of the Caribbean: Vid världens ände 2007).
2014 spelade hon rollen som Joan Clarke i The Imitation Game mot Benedict Cumberbatch.

## Familj
Även hennes far, Will Knightley, född 1946, är skådespelare liksom hennes mor, Sharman Macdonald, född 1951, som också är dramatiker.
Hon är sedan 2013 gift med musikern James Righton. I maj 2015 föddes deras första barn Edie, en dotter. I september 2019 föddes deras andra dotter, Delilah.

## Filmografi (i urval)
- 1995 – Oskyldiga lögner - Ung Celia
- 1996 – A Village Affair - Natasha Jordan
- 1996 – The Treasure Seekers - Prinsessan
- 1998 – Coming Home - Ung Judith
- 1999 – Star Wars: Episod I – Det mörka hotet - Sabé
- 2000 – Oliver Twist (TV-serie) - Rose Fleming (3 avsnitt)
- 2001 – The Hole - Frances "Frankie" Almond Smith
- 2001 – Robin Hoods dotter (TV-film) - Gwyn
- 2002 – Skruva den som Beckham - Juliette "Jules" Paxton
- 2002 – Doktor Zjivago (TV-serie) - Lara Antipova (född Guishar)
- 2002 – Thunderpants - Elev på musikskolan
- 2002 – Pure - Louise
- 2003 – Pirates of the Caribbean: Svarta Pärlans förbannelse - Elizabeth Swann
- 2003 – Love Actually - Juliet
- 2004 – King Arthur - Guinevere
- 2005 – The Jacket - Jackie Price
- 2005 – Stolthet & fördom - Elizabeth "Lizzie" Bennet
- 2006 – Pirates of the Caribbean: Död mans kista - Elizabeth Swann
- 2006 – Domino - Domino Harvey
- 2007 – Pirates of the Caribbean: Vid världens ände - Elizabeth Swann
- 2007 – Försoning - Cecilia Tallis
- 2007 – Silk - Hélène Joncour
- 2008 – The Edge of Love - Vera Phillips
- 2008 – The Duchess - Georgiana Spencer
- 2010 – The Beautiful and Damned - Zelda Sayre
- 2010 – London Boulevard - Charlotte
- 2010 – Never Let Me Go - Ruth
- 2010 – Last Night - Joanna Reed
- 2011 – A Dangerous Method - Sabina Spielrein
- 2012 – Seeking a Friend for the End of the World - Penelope (Penny) Lockhart
- 2012 – Anna Karenina - Anna Karenina
- 2013 – Sånger från Manhattan - Gretta
- 2013 – Jack Ryan: Shadow Recruit - Cathy Ryan
- 2014 – Laggies - Megan
- 2014 – The Imitation Game - Joan Clarke
- 2015 – Everest - Jan Arnold
- 2016 – Skönheten i allt - Aimee Moore
- 2017 – Red Nose Day Actually - Juliet (kortfilm)
- 2017 – Pirates of the Caribbean: Salazar's Revenge - Elizabeth Swann (cameo)
- 2018 – Colette - Colette
- 2018 – The Aftermath - Rachael Morgan
- 2018 – Nötknäpparen och de fyra världarna - The Sugar Plum Fairy
- 2019 – Official Secrets - Katharine Gun
- 2019 – De andras hus - Rachael Morgan
- 2023 – Boston Strangler - Loretta McLaughlin
- 2024 – Black Doves (TV-serie)
- 2025 – The Woman in Cabin 10